# Anders Lindroth
Anders Lindroth, född 28 oktober 1948 i Vidsel, är en svensk naturgeograf.
Lindroth disputerade 1984 vid Uppsala universitet, men hade 1979–1998 sin huvudsakliga verksamhet vid Sveriges lantbruksuniversitet (SLU), där han 1987 blev docent. 1989–1995 hade han en forskartjänst i biogeofysik vid Naturvetenskapliga forskningsrådet och 1995–1998 var han universitetslektor i biogeofysik vid SLU. Från 1998 har han varit verksam vid Lunds universitet där han är professor i naturgeografi.
Hans forskningsområde omfattar bland annat mätningar av flöden av vatten, koldioxid och energi relaterat till växtbetäckta markytor.
Lindroth invaldes 2008 som ledamot av Kungliga Vetenskapsakademien och blev 2009 invald som ledamot av Kungliga Ingenjörsvetenskapsakademien.